# Austrolimnophila subpolaris
Austrolimnophila subpolaris là một loài ruồi trong họ Limoniidae. Chúng phân bố ở miền Cổ bắc.